# Space Ritual
The Space Ritual Alive in Liverpool and London es el primer álbum en directo de Hawkwind, lanzado por United Artists en 1973.
Editado como LP doble, alcanzó el puesto Nº 9 en los charts británicos, y el 179 en el Billboard 200.
El álbum fue grabado durante la gira de "Doremi Fasol Latido", consistiendo mayormente en temas de ese LP, más algunos temas nuevos como "Born to Go", "Upside Down" u "Orgone Accumulator".
Los segmentos musicales están separados por efectos "cósmicos" creados por Dik Mik y Del Dettmar, y por breves recitados del poeta sudafricano y amigo de la banda, Robert Calvert, creando una performance auditiva sin interrupciones, salvo por la lógica limitación de los lados del disco.
El único tema incluido de los dos primeros álbumes ("Hawkwind" e "In Search of Space") es "Master of the Universe", mientras que el hit-single "Silver Machine" fue omitido en la selección.

## Lista de canciones
Lado A
1. "Earth Calling" (Robert Calvert) – 1:44
2. "Born to Go" (Calvert, Dave Brock) – 9:56
3. "Down Through the Night" (Brock) – 6:16
4. "The Awakening" (Calvert) – 1:32

Lado B
1. "Lord of Light" (Brock) – 7:21
2. "Black Corridor" (Michael Moorcock) – 1:51
3. "Space Is Deep" (Brock) – 8:13
4. "Electronic No. 1" (Dik Mik Davies, Del Dettmar) – 2:26

Lado C
1. "Orgone Accumulator" (Calvert, Brock) – 9:59
2. "Upside Down" (Brock) – 2:43
3. "10 Seconds of Forever" (Calvert) – 2:05
4. "Brainstorm" (Turner) – 9:20

Lado D
1. "7 By 7" (Brock) – 6:11
2. "Sonic Attack" (Moorcock) – 2:54
3. "Time We Left This World Today" (Brock) – 5:47
4. "Master of the Universe" (Nik Turner, Brock) – 7:37
5. "Welcome to the Future" (Calvert) – 2:04

## Personal
- Dave Brock: guitarras, voz
- Nik Turner: saxofón, flauta, voz
- Dik Mik: generador de audio, efectos electrónicos
- Del Dettmar: sintetizador
- Lemmy: bajo, voz
- Simon King: batería
- Robert Calvert: poesías, voz